# Cuadernos de Etnología y Etnografía de Navarra
La revista Cuadernos de Etnología y Etnografía de Navarra es una publicación navarra editada anualmente desde 1969 por el Gobierno de Navarra y enmarcada en la Institución Príncipe de Viana dedicada a las ciencias sociales y a la antropología.

## Datos
La revista está clasificada dentro de la categoría  D de CIRC y D de CARHUS.
Fue creada por la Institución Príncipe de Viana en 1969 por recomendación de Julio Caro Baroja y la colaboración del grupo "Etniker", que dirigía José Miguel de Barandiarán y que había sido formado en 1963 en la Cátedra de Lengua y Cultura Vasca de la Universidad de Navarra.